# Европско првенство у атлетици у дворани 1975 — скок увис за жене
Такмичење у скоку увис у женској конкуренцији на 6. Европском првенству у атлетици у дворани 1975. године одржано је 9. марта. у Спортско-забавној дворани Сподек у Катовицама, (Пољска).
Титулу европског првака освојену на Европском првенству у дворани 1974. у Гетеборгу бранила је Роземари Вичас из Источне Немачке.

## Земље учеснице
Учествовала су 12 атлетичарки из 9 земаља.
1. Чехословачка (3)
2. Француска (1)
3. Источна Немачка (1)
4. Италија (1)
5. Холандија (1)
6. Норвешка (1)
7. Пољска (1)
8. Совјетски Савез (2)
9. Западна Немачка (1)

## Рекорди
| Рекорди пре почетка Европског првенства у дворани 1975.     | Рекорди пре почетка Европског првенства у дворани 1975. | Рекорди пре почетка Европског првенства у дворани 1975. | Рекорди пре почетка Европског првенства у дворани 1975. | Рекорди пре почетка Европског првенства у дворани 1975. | Рекорди пре почетка Европског првенства у дворани 1975. |
| ----------------------------------------------------------- | ------------------------------------------------------- | ------------------------------------------------------- | ------------------------------------------------------- | ------------------------------------------------------- | ------------------------------------------------------- |
| Светски рекорд у дворани                                    | Роземари Акерман                                        | Источна Немачка                                         | 1,94                                                    | Источни Берлин, Источна Немачка                         | 9. фебруар 1975.                                        |
| Европски рекорд у дворани                                   | Роземари Акерман                                        | Источна Немачка                                         | 1,94                                                    | Источни Берлин, Источна Немачка                         | 9. фебруар 1975.                                        |
| Рекорди европских првенстава у дворани                      | Јорданка Благоева                                       | Бугарска                                                | 1,92                                                    | Ротердам, Холандија                                     | 11, март 1973.                                          |
| Рекорди после завршеног Европског првенства у дворани 1975. |                                                         |                                                         |                                                         |                                                         |                                                         |
| Рекорди европских првенстава у дворани                      | Роземари Акерман                                        | Источна Немачка                                         | 1,92                                                    | Катовице, Пољска                                        | 9. март 1975.                                           |

## Освајачи медаља
|                                  |                               |                         |
| Роземари Акерман Источна Немачка | Мари Кристин Дебурс Француска | Анемике Боума Холандија |

## Резултати

### Финале
| Пласман | Атлетичарка         | Земља           | Резултат | Белешка           |
| ------- | ------------------- | --------------- | -------- | ----------------- |
|         | Роземари Акерман    | Источна Немачка | 1,92     | = СРд, = ЕРд, РЕП |
|         | Мари Кристин Дебурс | Француска       | 1,83     |                   |
|         | Анемике Боума       | Холандија       | 1,60     |                   |
| 4.      | Сара Симеони        | Италија         | 1,80     |                   |
| 5.      | Галина Филатова     | Совјетски Савез | 1,80     |                   |
| 6.      | Вера Брадачова      | Чехословачка    | 1,80     |                   |
| 7.      | Ана Бубала          | Пољска          | 1,80     |                   |
| 8.      | Тамара Галка        | Совјетски Савез | 1,80     |                   |
| 9.      | Ренате Бошерт       | Западна Немачка | 1,75     |                   |
| 10.     | Астрид Твет         | Норвешка        | 1,75     |                   |
| 11.     | Милослава Резкова   | Чехословачка    | 1,75     |                   |
| 12.     | Марија Мрачнова     | Чехословачка    | 1,75     |                   |

## Укупни биланс медаља у скоку увис за жене после 6. Европског првенства у дворани 1970—1975.
|    | Земља           |   |   |   |    |
| -- | --------------- | - | - | - | -- |
| 1. | Источна Немачка | 3 | 2 | 2 | 7  |
| 2. | Чехословачка    | 1 | 1 | 1 | 3  |
| 3. | Бугарска        | 1 | 0 | 1 | 2  |
| 4. | Аустрија        | 1 | 0 | 0 | 1  |
| 5. | Румунија        | 0 | 1 | 1 | 2  |
| 6. | Француска       | 0 | 1 | 0 | 1  |
| 6. | Совјетски Савез | 0 | 1 | 0 | 1  |
| 8. | Холандија       | 0 | 0 | 1 | 1  |
|    | Укупно {8}      | 6 | 6 | 6 | 18 |

|    | Атлетичарка       | Земља           |   |   |   |   |
| -- | ----------------- | --------------- | - | - | - | - |
| 1. | Роземари Акерман  | Источна Немачка | 2 | 0 | 0 | 2 |
| 2. | Милада Карбанова  | Чехословачка    | 1 | 1 | 1 | 3 |
| 3. | Рита Шмит         | Источна Немачка | 1 | 0 | 2 | 3 |
| 4. | Јорданка Благоева | Бугарска        | 1 | 0 | 1 | 2 |
| 5. | Рита Гилдемајстер | Источна Немачка | 0 | 2 | 0 | 2 |
| 6. | Корнелија Попеску | Румунија        | 0 | 1 | 1 | 2 |